# Pontificio Seminario Francese

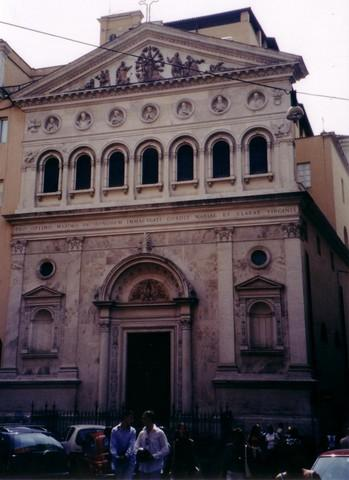
Facciata della Chiesa di Santa Chiara a Roma, Chiesa madre del Pontificio Seminario Francese

Il Pontificio Seminario Francese è un collegio pontificio per la formazione dei sacerdoti di fede cattolica e di lingua francese.

## Storia

### XIX secolo
A conclusione del Concilio di La Rochelle del 1853, i vescovi francesi proposero al Pontefice di istituire a Roma un seminario per la formazione di sacerdoti di lingua francese, fermamente fedeli alla Santa Sede e in grado di arginare la nuova diffusione dell'eresia gallicana. Ottenuta l'approvazione di papa Pio IX, nel 1853 il seminario fu consacrato e posto sotto la direzione spirituale di padre Lamurien, appartenente alla Congregazione dello Spirito Santo, che amministrò ininterrottamente l'istituto fino all'anno 2009.
Nel 1859, Pio IX associò al seminario la Chiesa di Santa Chiara, unitamente all'ex convento clarense, edificato nel 1560 per volere di san Carlo Borromeo su precedenti resti delle Terme di Agrippa.
Dopo la Presa di Roma nel 1870, il primo ministro Giovanni Lanza estese le leggi per l'esproprio dei beni ecclesiastici anche ai territori appartenenti all'ex Stato Pontificio, che comprendevano capitale la futura capitale del neocostituito Stato unitario italiano. A seguito della confisca del complesso monastico di Santa Maria sopra Minerva, Tommaso Maria Zigliara, all'epoca rettore del Pontificio Collegio Francese, mise a disposizione i locali del proprio istituto come nuova sede dell'Angelicum, che poté così riprendere la propria opera. Nel 1883 la Chiesa di Santa Chiara fu radicalmente ristrutturata secondo il modello della Basilica di Nostra Signora delle Vittorie a Parigi.

### XX secolo
Agli inizi del XX secolo, il numero di seminaristi era superiore alle cento unità, e, nel 1902 Leone XIII decise di elevare il Pontificio Seminario Francese alla dignità di Collegio Pontificio.
Nel 1920 il governo francese ottenne la rimozione del rettore Henri Le Floc, sostenitore dell'Action française. e maestro dell'arcivescovo Marcel Lefebvre 
Ad anni di distanza da quegli avvenimenti, il fondatore della Fraternità Sacerdotale San Pio X confermò la profonda influenza della formazione seminaristica sui propri convincimenti religiosi e pastorali, al punto che i primi sacerdoti della Fraternità ebbero la loro formazione nel medesimo istituto.
Oltre a mons. Lefebvre, nel Pontificio Seminario Francese si formarono anche altre eminenti personalità storiche della Chiesa Cattolica, quali: il cardinale Louis-Nazaire Bégin, arcivescovo del Quebec e primate del Canada; il cardinale Joseph-Charles Lefèbvre arcivescovo di Bourges; il cardinale Emmanuel Célestin Suhard, arcivescovo di Parigi; il cardinale Léon-Etienne Duval, arcivescovo di Algiers; il cardinale Gabriel-Marie Garrone, prefetto della Congregazione per l'educazione cattolica; il cardinale Alexis-Armand Charost, arcivescovo di Rennes; l'arcivescovo Alain Paul Lebeaupin, nunzio apostolico in Kenya; Paulin Martin, noto biblista; il venerabile Leon Dehon, fondatore degli Oblati del Sacro Cuore.

### XXI secolo
Nel 2009, la gestione del Pontificio Seminario Francese fu demandata dalla Congregazione dello Spirito Santo alla Conferenza Episcopale Francese.

Da allora, la maggior parte degli insegnamenti viene erogata presso l'Università Gregoriana a seminaristi e a sacerdoti, che intendano perfezionare i loro studi. I corsi sono aperti anche a studenti che non hanno origini francesi.